# 안드로이드 런타임

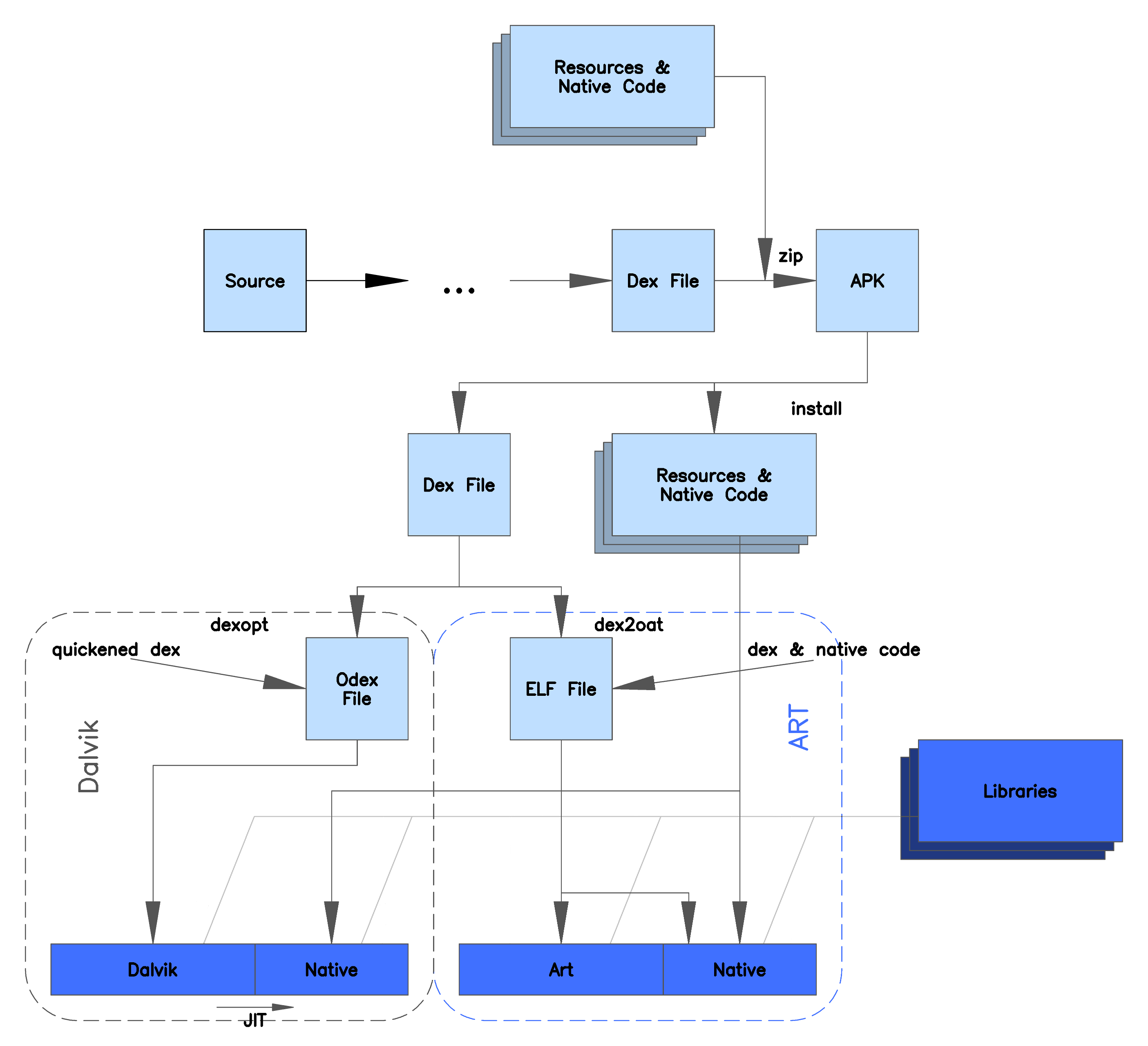
달빅 캐시와 ART 기반 구조

안드로이드 런타임(Android Runtime, ART)은 안드로이드 운영 체제 아래 만들어진 런타임 환경의 VM이다. 달빅을 대체하는 이 프로세스 가상 머신은 원래 안드로이드에 사용되었으며, ART는 애플리케이션의 바이트코드를 네이티브 명령어로 변환을 수행한 다음 나중에 장치의 런타임 환경에 의해 실행된다.

## 같이 보기
- 안드로이드 소프트웨어 개발
- 안드로이드 버전 역사
- 가상 머신